# 타망
타망(포르투갈어: Tamão) 또는 포르투갈령 둔문(중국어: 葡佔屯門)은 1514년부터 1521년까지 포르투갈 제국이 명나라 동관현 남부 홍콩의 둔문섬 (란타우섬으로 추정), 둔문만, 규용만 일대를 점령하면서 명명한 영토이다.

## 배경
15세기 대항해시대에 이르러 부상한 포르투갈 제국은 유럽과 동양의 무역을 발전시켜 아프리카의 앙골라, 인도의 고아, 동남아시아의 믈라카 등지에 군사기지와 무역 거점을 세웠다.
포르투갈이 명나라에 처음 진출한 것으로 보이는 기록은 1493년 동관현의 천호소 (오늘날 광둥성 난터우, 선전, 홍콩 일대)를 공격하면서 에 설치됐던 천호소 (千户所)에 포르투갈 군대가 도착했다는 기록이다. 당시 포르투갈군은 삼지오 (岑子澳)에서 동관현 수장 원광 (袁光)과 치열하게 싸웠으나 패배하고 퇴각하였다. 이는 유럽인이 남아프리카의 희망봉을 거치는 항로를 따라 중국과 접촉한 최초의 사례로 평가된다.

## 발단
1513년 (명나라 정덕 8년), 조르즈 알바르스는 포르투갈 함대를 이끌고 주강 삼각주를 통과해 상륙하여 교역을 요구하였으나 명나라 측이 거부하면서 선원들은 선상에서 중국 상인들과 직거래에 나서야 했다. 사료에 따르면 알바르스는 동관현 둔문섬에 파드랑 비석을 세우고 그 비석 옆에 아들의 시신을 묻었다고 한다. 동시기 포르투갈의 디오구 로페스 드 세케이라 (Diogo Lopes de Sequeira)도 다른 함대를 직접 지휘하여 '둔문만'으로 향한 뒤 해안선을 따라 탐험하고 전초기지와 형장을 설치, 총기를 제조하고 자신의 업적을 알리는 비석을 세운 것으로 알려져 있다.
포르투갈군이 상륙한 '둔문'이 어디인지를 입증할 자료로, 명나라 관리 곽비 (郭棐)가 쓴 《월대기》(粵大記)의 말미에는 만리 5년(1577년)에 편찬된 《광동연해도》 (廣東沿海圖)가 수록되어 있다. 이는 타망 해전이 일어난 지 얼마 되지 않은 시점이기도 하다. 지도에는 장군오 (將軍澳), 황니용 (黃泥涌), 적주 (赤柱) 등 당시 광둥성 연안을 따라 있었던 여러 마을의 이름을 상세히 기록하고 있어 사료적 가치가 높다. 이 지도에는 '둔문' (屯門)이라는 표기가 보이는데 그 우측의 '성산' (聖山)은 지금의 청산 (靑山)에 해당되므로, 당시의 둔문이란 지명은 오늘날 홍콩 신계 지역의 튄문과 일치하다는 것을 알 수 있다.

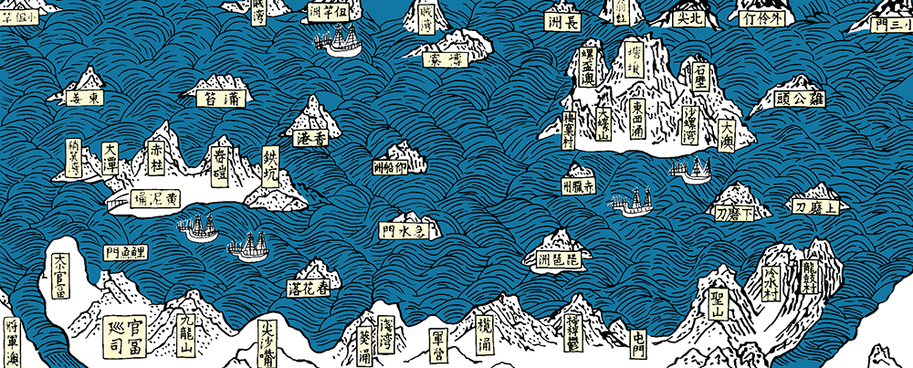
명나라 만력 23년(1595년) 《월대기》에 수록된 〈광동연해도〉. 방위가 거꾸로 되어 있으며 위쪽이 남쪽, 왼쪽이 동쪽이다.

청나라 대에 편찬된《신안현기》 (新安縣記) 4권 〈산수략〉(山水略) 제43절에는 '구경산 (九逕山)은 현에서 남쪽으로 42리, 둔문만에 인접해 있으며, 명나라 해군 장수 왕항 (汪鋐)이 이곳에서 주민들을 이끌고 불랑기(佛朗機)를 무찔렀다'고 소개하고 있다. 또한 '배도산 (곧 지금의 청산)은 현에서 남쪽으로 40리에 있으며, 높고 험준하여 하늘에 닿을 듯하다. 원래 이름은 양갱산 (羊坑山)이다...'라고 기록되어 있다. 구경산과 배도산 모두 동관현 남쪽 40여리에 떨어져 있다는 기록으로부터 〈광동연해도〉에 그려진 두 봉우리와 둔문만의 위치가 서로 일치함을 확인할 수 있으므로, 포르투갈이 점령했다는 둔문만은 오늘날 홍콩의 칭산완 (青山灣, Castle Bay)에 해당된다.

## 확장
1515년~1517년 포르투갈은 교역 문제를 놓고 명나라 정부와 분쟁을 벌였다. 1517년 6월 17일, 포르투갈 특사 토메 피르스는 페르낭 피르스 드 안드라드 등이 지휘하는 함대 8척을 이끌고 주강 지역으로 선수를 돌려 8월 15일 '둔문섬'에 도착했다.
여기서 '둔문섬'은 오늘날 홍콩의 란타우섬을 가리키는 것으로 추정하는 학자들이 많지만, 일각에서는 둔문만 일대의 작은 섬을 가리키는 것으로 해석하기도 한다. 지금은 튄문 개발구역에 포함되어 도심지로 매립되었으나 여전히 정사각형의 해안선과 정상부의 평지를 유지하고 있다. 이밖에 네이링딩다오 (内伶仃島)나 다산섬 (大鏟島)으로 보는 설도 존재하지만, 이 두 곳은 바람을 피할 곳이 부족하여 여름철 태풍이 닥치면 돛을 내릴 수 없기에 가능성은 낮다.
1518년 페르낭의 동생 시망 D. 안드라드 (Simão D. Andrade)가 포함 1척과 경범선 3척을 이끌고 둔문으로 가서 인근 섬에 성곽과 장벽을 쌓고 형장을 설치하여 약탈과 납세 거부를 일삼았다. 포르투갈군은 난산반도 (南山半島, 지금의 선전시 난산구 셰커우)를 추가로 점령하려 했으나 황실 주둔군의 엄청난 병력규모에 실패하고 '둔문섬'으로 후퇴하여 다음 군사작전을 위해 주둔지를 마련하였다. 그 후 포르투갈인들은 '둔문만'과 '규용만' (지금의 홍콩 칭이섬과 쿠이충 지역)에 요새를 쌓고 총기를 정비하고 석비를 세우며 지역 주민들과 갈등을 일으켰다.

## 포르투갈군의 패배와 퇴각
1521년 명나라 가정제가 광동해도부사 왕헌 (汪鋐)을 파견해, 명군을 이끌고 포르투갈이 점령한 둔문을 공격하도록 하였다. 포르투갈군은 알바르스가 지휘하고 디오구 칼부 (Diogo Calvo), 두아르트 코엘류 (Duarte Coelho), 암브로시우 두 헤구 (Ambrocio do Rego)가 반격 지원에 나섰다. 양측의 공방전은 거의 한달 동안 지속되었다.
전투 초반 명군은 포르투갈군의 포병력에 고전을 면치 못했다. 왕헌은 첩보전으로 전략을 바꿔 포르투갈 함선에 타고 있던 선원들로부터 선박과 함포 제작 기술을 입수, 오공선 (蜈蚣船)을 건조하고 불랑기포를 생산하여 다음 공격에 나섰다.
1521년 9월 명군은 소형함선에 장작과 기름을 가득 싣고 강한 남풍이 부는 날을 기다렸다. 왕헌은 50여척의 배에 4천 명의 병사를 태우고 다시 한번 포르투갈 함대를 공격하기 시작했다. 명군은 먼저 기름과 풀을 가득 채운 배에 불을 지른 다음, 화선들이 빠른 속도로 포르투갈 진영을 향해 넘어가도록 유도하였다. 포르투갈 함대는 규모가 크고 속도도 느려 화선 공격을 피할 수 없었고 머지않아 함대가 화재에 휩싸이면서 포르투갈군은 큰 혼란에 빠졌다.
왕헌은 그 틈을 타 부하들을 물속으로 뛰어들게 하여 불이 나지 않은 포르투갈 함선의 바닥을 파냈고, 포르투갈군에서는 수많은 병사들이 목숨부지를 위해 바다에 뛰어들었다. 이후 명군은 적군함에 탑승해 포르투갈군과 백병전을 벌였고, 포르투갈군은 패배하여 남은 대형 선박 3척을 이끌고 9월 7일 어두운 밤 인근 섬에 숨어들었다. 다음날 이른 아침 풍향이 역전되는 틈을 타 포르투갈 함대는 북풍을 타고 명군의 추격을 피하고 믈라카를 향해 후퇴했다.
1522년 4월, 포르투갈군은 둔문 탈환을 위해 전함 6척을 다시 한번 파견하였다. 그해 8월에는 양측 군대가 대해산 (大奚山, 지금의 란터우섬)의 천초만 (茜草灣)에서 전투를 벌였는데 이를 제4차 명-포르투갈 전쟁이라 한다. 전투는 천초만에서 초주 (哨州)까지 이어졌으며 끝내 명군이 승리하였다. 이로써 명나라는 '둔문섬', '둔문만', '규용만' 등 포르투갈이 점령했던 둔문 영토 전체를 회복하였으며, 포르투갈은 이후로도 홍콩의 옛 영토를 되찾지 못했다.

## 퇴각 이후
포르투갈은 홍콩의 둔문섬, 둔문만, 규용만을 잃고 상촨섬 (上川島)과 낭백오(浪白澳)를 거쳐 마카오에 도달하였다. 이들은 상촨섬 일대에 처음 정착하였으며 1542년 낭백오를 점령해나가는 식으로 거점을 마련했다. 3년 후인 1545년 명나라 황실에서 상촨섬의 봉쇄에 나섰다.
1553년 포르투갈인들은 해도부사 왕백 (汪柏)에게 뇌물을 건내고 마카오에 정박할 권리와 거주할 권리를 마침내 확보하며 중국 대륙에서의 이득과 극동에서의 포르투갈 영토를 계속 확장하게 되었다. 마카오도 포르투갈 제국의 영토로서 확보되어 식민지가 되었다.

## 유적
오늘날 홍콩 란타우섬 타이오 지역에는 포르투갈의 점령지가 고스란히 남아 있다. 광둥어로 서양인을 뜻하는 판과이 (番鬼)를 붙여 '판과이통' (番鬼塘)이라 부른다. 다만 이곳은 수심이 너무 얕고 좁아 10톤 이상의 어선 몇 척만 정박할 수 있기 때문에 포함이나 군함 등이 정박할 규모는 되지 못한다.

## 같이 보기
- 화자아삼
- 포르투갈령 마카오
- 영국령 홍콩
- 일본의 홍콩 점령

### 참고 문헌
- 深圳博物館 編，張一兵 著：《深圳古代簡史》，文物出版社，1997年6月第一版：pp. 148–155. ISBN 7-5010-0948-1.
- 周寧：《海客谈瀛洲：帝制时代中国的西方形象》，原載于《書屋》2004年第四期.
- 《明朝与葡萄牙，中西方的首次战争──屯门之战》 보관됨 2020-06-21 - 웨이백 머신. 2009年3月.